# Torstein Eriksen
Torstein Eriksen,  född 29 april 1990 i Drammen, är en norsk co-driver i rally som tävlar tillsammans med Mads Østberg i Rally2, andra divisionen i WRC, för Citroën Total World Rally Team.